# Diego López de Zúñiga y Velasco
Diego López de Zúñiga y Velasco (Valladolid, Castella, 1510 - Lima, Perú, 1564), Comte de Nieva, va ser virrei del Perú (1561-1564), en l'època del rei Felip II.
Va prendre possessió del càrrec de virrei el 17 d'abril de 1561. Entre les seves principals actuacions cal destacar la fundació de la ciutat de Santiago del Estero (situada actualment a l'Argentina), l'any 1562, i la instauració de l'Audiència de Quito, l'any 1563. També va organitzar i millorar les escoles per a fills d'Indis Cacics, va afavorir molts monestirs i va fundar diverses parròquies. Va ser el primer a establir els rituals i les cerimònies de la cort virregnal al Perú.
Va ser assassinat el 20 de febrer de 1564, degut a una venjança amorosa.